# Alliance pour le changement et la transparence
L'Alliance pour le changement et la transparence (en swahili : Chama cha Wazalendo lit. "Parti des patriotes" ; en anglais : Alliance for Change and Transparency abrégé ACT ou ACT-Wazalendo) est un parti politique tanzanien. Le parti est fondé en 2014 et est enregistré en mai de la même année.

## Résultats électoraux

### Élections présidentielles
| Année | Candidat          | Premier tour | Premier tour | Premier tour | Second tour  | Second tour  | Second tour  | Statut |
| Année | Candidat          | Voix         | %            | Rang         | Voix         | %            | Rang         | Statut |
| ----- | ----------------- | ------------ | ------------ | ------------ | ------------ | ------------ | ------------ | ------ |
| 2015  | Anna Mghwira (en) | 98 763       | 0,65         | 3e           | Non-qualifié | Non-qualifié | Non-qualifié | Battu  |
| 2020  | Bernard Membe     | 81 129       | 0,55         | 3e           | Non-qualifié | Non-qualifié | Non-qualifié | Battu  |

### Élections législatives
| Année | Voix    | %    | Rang | Élus    |
| ----- | ------- | ---- | ---- | ------- |
| 2015  | 323 112 | 2,22 | 4e   | 1 / 393 |
| 2020  | –       | –    | 3e   | 5 / 393 |